# Jumelles Sckoropad
 (septembre 2015).
Les Jumelles Sckoropad (Fay et Audrey Sckoropad) sont des vraies jumelles qui sont des animatrices de télévision originaires de Bromont au Québec (Canada).

## Biographie
Fay est née le 11 mai 1991 à 23 h 59 et Audrey est née le 12 mai 1991 à 0 h. Elles ont déménagé en Floride 21 jours après leur naissance. Toutefois, elles sont revenues au Québec vers l'âge de 7 ans. 
Elles sont modèles depuis qu'elles ont 4 ans. Couramment bilingues, elles animaient l'émission BO2 en français sur MusiquePlus qui a pris fin avril 2008 et Take 2  en anglais sur Family. Elles tenaient également une rubrique dans le magazine Cool!.
Elles achèvent leurs études secondaires avec l'aide d'un professeur privé. 
Elles ont 2 sœurs (Emmy et Chloé) et 1 frère, ce qui fait un total de 5 enfants dans la famille.
En 2006, elles ont été nommées porte-paroles du Défilé des Jumeaux au festival Juste pour rire.
En 2007, elles ont été porte-paroles du Dico des filles, un livre pour les jeunes filles.
Le 11 avril 2008, la dernière émission, à ce jour, de BO2 est diffusée sur les ondes de MusiquePlus. Elles partent ensuite vers la Floride où elles essaient de faire connaître leur groupe Sckoro Sisters formé par elles-mêmes et une de leurs sœurs. Un groupe qu'elles disent, dans une entrevue pour le magazine Cool!, avoir été inspiré des Jonas Brothers.
Audrey a donné naissance à une petite fille. Sa jumelle Fay a accouché, un mois après sa sœur, du petit Enzo, soit le 18 avril 2014.